# Comtat de Columbia (Nova York)
El Comtat de Columbia és un comtat situat dins l'estat nord-americà de Nova York, Estats Units. En el cens efectuat l'any 2000, aquesta jurisdicció va aconseguir una població de 63.094 habitants. La seu del comtat és la ciutat de Hudson. El seu nom deriva de l'expressió femenina del patronímic de Cristòfor Colom, que, en l'època de la fundació del territori, gaudia d'un gran nombre d'adherents per emprar-lo com a nom dels Estats Units d'Amèrica.

## Geografia
El Comtat de Columbia es troba a la regió est de l'Estat de Nova York, al sud-est d'Albany i immediatament a l'oest del límit amb Massachusetts. El seu límit oest és el riu Hudson.

### Comtats adjacents
- Comtat de Rensselaer, Nova York - nord
- Comtat de Berkshire, Massachusetts - est
- Comtat de Dutchess, Nova York - sud
- Comtat d'Ulster, Nova York - sud-oest
- Comtat de Greene, Nova York - oest
- Comtat d'Albany, Nova York - nord-oest
- Comtat de Litchfield, Connecticut - sud-est

## Demografia
En el cens de 2000, tenia 63.094 habitants, 24.796 caps de família, i 16.588 famílies residien al comtat. La densitat de població era de 99 habitants per milla quadrada.
La composició racial del comtat era:
- 92,09% blancs
- 4,52% negres o negres americans
- 0,21% nadius americans
- 0,80% asiàtics
- 0,03% illencs
- 0,90% altres races
- 1,45% de dos o més races.

Hi havia 24.796 caps de família, dels que el 29,90% tenien fills menors de 18 anys vivint amb ells, el 52,20% eren parelles casades vivint juntes, el 10,30% eren dones cap de família monoparental (sense cònjuge), i 33,10% no eren famílies.
La grandària mitjana d'una família era de 2,95 membres.
Al comtat' el 24,10% de la població tenia menys de 18 anys, el 6,40% tenia de 18 a 24 anys, el 26,90% en tenia de 25 a 44, el 26,30% estava a la franja 45 a 64 anys, i el 16,40% eren majors de 65 anys. L'edat mitjana era de 40 anys. Per cada 100 dones hi havia 99 homes. Per cada 100 dones majors de 18 anys hi havia 95,3 homes.

## Economia
Els ingressos mitjans d'un cap de família del comtat eren de $41,915 (USD) i l'ingrés mitjà familiar era de $49,357. Els homes tenien uns ingressos mitjans de $34,702 per $25.878 de les dones. L'ingrés per capita del comtat era de $22,265. El 6,4% de les famílies i el 9% de la població estaven sota el llindar de pobresa. Del total de gent en aquesta situació, l'11,8% tenia menys de 18 anys i el 6,8% tenia 65 anys o més.

## Localitats
- Ancram (poble)
- Austerlitz (poble)
- Canaan (poble)
- Chatham (poble)
- Chatham (vila)
- Claverack (poble)
- Claverack-Red Mills (lloc designat pel cens)
- Clermont (poble)
- Copake Lake (lloc designat pel cens)
- Copake (poble)
- Gallatin (poble)
- Germantown (poble)
- Germantown (lloc designat pel cens)
- Ghent (poble)
- Ghent (lloc designat pel cens)
- Greenport (poble)
- Hillsdale (poble)
- Hudson (ciutat)
- Kinderhook (poble)
- Kinderhook (vila)
- Livingston (poble)
- Lorenz Park (lloc designat pel cens)
- New Lebanon (poble)
- Niverville (lloc designat pel cens)
- Philmont (vila)
- Stockport (poble)
- Stottville (lloc designat pel cens)
- Stuyvesant (poble)
- Taghkanic (poble)
- Valatie (vila)

=> Entre parèntesis la forma de govern.